# Alejandra Ghersi Perozo
Lelia Alejandra Ghersi Perozo, (Caracas, Venezuela; 30 de enero de 1992), conocida como Alejandra Ghersi, es una empresaria y modelo venezolana

## Reseña biográfica
PRIMEROS AÑOS
Alejandra estudió arquitectura en la USM y luego odontología en la UNERG, al mismo tiempo trabajaba como modelo, en los últimos años de la Universidad, toma la decisión de dedicarse a tiempo completo al modelaje.
En 2009, trabajó con diferentes marcas venezolanas.
MODELO INTERNACIONAL
En 2014, viaja a México, donde empieza a trabajar con una agencia en el país, luego se muda a Miami donde se consolidó su carrera tanto como Modelo de Pasarela participando en escenarios como Fashion Week New York, Miami Fashion Week,  así como Protagonista de Videos Musicales de artistas de música urbana como Maluma, Alkilados.
DE MODELO A MANAGER
En el 2017 da un giro de ser Modelo a ser Mánager de Modelos y Artistas como Ninoska Vasquez y Rosmeri Marval, entre otras.
En el 2020 funda la compañía Ghersi Management como agencia para celebridades e influencers.

## Trayectoria
RUNWAYS - PASARELA
| Año  | Pasarela                                                     |
| 2018 | Custo Barcelona SS                                           |
| 2017 | New York Fashion Week                                        |
| 2017 | Liliana Montoya Swimwear                                     |
| 2017 | Wet And Sea Swimerar summer                                  |
| 2017 | Tankovitz Swimwear                                           |
| 2017 | Miami Swim Week                                              |
| 2016 | Martini Swimwear Collection Kanomi Chic “Murunto Collection” |
| 2015 | Selfie Fashion Show                                          |
| 2015 | Venezuela Se Viste de Moda                                   |

COMERCIALES
- Malta     Regional ( Venezuela )
- Perfumes     Factory ( Venezuela)
- Bimbo     Diet Fajitas
- Comercial     Jordache (Panamá)
- BILLBOARDS     Perfumes Factory ( Venezuela)
- Tiendas     BECO (Venezuela )
- Regional     Light (Venezuela)
- Tiendas     Macuto (Venezuela)
- Michelle     Couture (Venezuela)